# Шилімова-Ганзенко Людмила Григорівна
Шилімова-Ганзенко Людмила Григорівна (2 травня 1962, Львів) — український художник декоративно-прикладного мистецтва. Член Національної спілки художників України (1994). Нагороджена Почесною грамотою Мінестерства Культури і мистецтв України (2002). Неодноразовий лауреат міжнародних та національних конкурсів професійної кераміки, монументальної скульптури.

## Життєпис
Закінчила Львівський державний інститут прикладного та декоративного мистецтва (1987). Педагоги з фаху — І. Франк, І. Каліш, О. Горбалюк. Працює в галузі декоративно-прикадного мистецтва (кераміка). Учасник всеукраїнських, обласних, персональних художніх виставок, міхнародних симпозіумів з кераміки. Твори зберігаються в музеях України та приватних колекціях.
Працює викладачем на кафедрі дизайну Черкаського державного технологічного університету (з 2003). Вчена рада Черкаського державного технологічного університету одноголосно рекомендувала кандидатуру Людмили Шилімової-Ганзенко щодо представлення її почесного звання «Заслужений діяч мистецтв України» Видано двома мовами (українською та  англійською) авторський каталог «Нащадкам» (2015).

## Основні твори
- «Біла ніч на Україні» (1986),
- «Демографічна катастрофа» (2000),
- «В прозорому просторі» (2000),
- серія керамічних ляльок «Рятуйте ляльку» (2003),
- «Мала планета Україна» (2005).
  - Історія українського мистецтва (видання)